# اقتصاد ایران در دوره پهلوی
اقتصاد ایران در دورهٔ حکومت سلسلهٔ پهلوی پیشرفت‌های شایان توجهی داشت که در قیاس با تجربهٔ کشورهایی چون ترکیه و مصر، که پس از جنگ جهانی اول از نظر توسعه وضع بهتری داشتند، مطلوب‌تر است.
مشخصهٔ حکومت رضاشاه سیاست‌های اقتصادی ملی‌گرایانه  و خودبسنده، جایگزینی نظام اقتصادی کمیسیون‌های خارجی فراگیر در دورهٔ قاجار، با انحصارات دولتی و درگیری مستقیم دولت در سرمایه‌گذاری‌های تولیدی و زیرساختی بزرگ  بود. مدل او سیاست‌های اصلاحی و مدرنیزاسیونی شبیه به مدل کمال آتاترک در ترکیه بود. رضاشاه بر تجارت خارجی انحصار حکومتی برقرار کرد، بر مبادلات خارجی کنترل شدید اعمال کرد، نخستین بانک ملی ایران را بنیان نهاد، سعی کرد کار چاپ اسکناس را از بانک شاهی در مالکیت بریتانیا بگیرد، اصلاحات مهمی در نظام حقوقی آغاز کرد، و قوانینی گذاشت که اثراتی در حوزه‌های آموزش، بهداشت عمومی، بوروکراسی دولتی و سربازگیری اجباری نظامی برجای نهاد. گرچه محرک برنامهٔ اقتصادی رضاشاه بیشتر شوق ملی‌گرایانه بود تا یک استراتژی توسعه همه‌جانبه، شکی وجود ندارد که اصلاحات اقتصادی و اجتماعی او در نجات دادن ایران از آنارشی اقتصادی و سیاسی که کشور را در پی جنگ جهانی اول دچار کرده بود نقش کلیدی داشت.
در ابتدا، اشغال کشور به دست متفقین در طول جنگ جهانی دوم و عدم قطعیت‌های سیاسی پدید آمده به محمدرضاشاه اجازه نداد اثرگذاری چندانی بر خط مشی اقتصادی یا اجتماعی اعمال کند. این دوره آغازین تا سرنگونی محمد مصدق از نخست‌وزیری در مرداد ۱۳۳۲ دوام داشت و مشخصه آن تقلای شدید اقتصادی و سیاسی بر سر کنترل نفت، از ارزشمندترین منابع کشور، بود. محمدرضاشاه با تثبیت قدرت و با جلب حمایت مستحکم دولت کندی در آمریکا به برنامه اصلاحات سکولار پدرش ادامه داد و رشته اصلاحات اقتصادی و اجتماعی ای را کلید زد که همراه با درآمدهای به‌طور پیوسته فزاینده از صادرات نفت، اقتصاد را قادر ساخت یکی از چشمگیرترین دوره‌های رشد پایا و تورم کم را تجربه کند. در دوره ۱۹۶۳–۷۷، خروجی کل اقتصاد، که با تولید ناخالص ملی به قیمت‌های ثابت سنجیده می‌شود، با نرخ متوسط سالانه ۱۰٬۵ درصد رشد کرد در حالی که افزایش قیمت‌ها به نرخ‌های میانگین سالانه بین ۲٬۶ و ۳٬۰ درصد محدود شده بود.
به هر روی، صنعتی شدن سریع کشور، که اساساً با مداخله حکومت رخ داده بود و با اتکای تقریباً انحصاری بر درآمدهای نفتی ادامه یافته بود، عواقب اقتصادی و اجتماعی نامطلوبی را باعث شد. صنعتی شدن تا حد زیادی زیر چتر دولت، با تعرفه‌های بالا روی کالاهای مصرفی، اعتبارهای بانکی ترجیحی به صنعتگران خصوصی، بیش ارزش دهی به ریال، و یارانه‌های سخاوتمندانه به مصرف غذا در نواحی شهری-همگی با بی‌توجهی به بخش کشاورزی و روستایی اقتصاد-بود. این وضعیت، منجر به شکاف بزرگ شونده توزیع درآمد در نواحی شهری و بین نواحی شهری و روستایی شد و نتیجه آن مهاجرت از روستاها به مراکز شهری شد. این روندها به پیاده‌سازی فازهای دوم و سوم اصلاحات ارضی ابتدایی که بسیاری از دهقانان آن را همچون لغو اصلاحات ارضی ابتدایی که در اوایل دهه ۱۹۶۰ می‌دیدند، شتاب بیشتری بخشید.
اوج گرفتن قیمت‌های نفت در ۱۹۷۳–۱۹۷۴ فرصتی طلایی برای منطقی کردن برنامه توسعه و حرکت به سوی توسعه متوازن‌تر بخش‌های کشاورزی/صنعت و شهری/روستایی اقتصاد در برابر حکومت قرار داد. پاسخ شاه، برخلاف توصیه کارشناسان و وزرا، توسعه عجولانه‌تر بخش صنعت با اتکای بیشتر بر فناوری و رسوم فرهنگی غربی، کارشناسان غربی، و کارگران وارداتی بود. ناگزیر، این سیاست‌های اقتصادی نابرابری‌های از قبل موجود اجتماعی و اقتصادی را بدتر کرد و به بارور کردن زمینه بروز نارضایی اجتماعی و خیزش‌های انقلابی کمک کرد.

## رضاشاه (۱۲۹۹–۱۳۲۰)

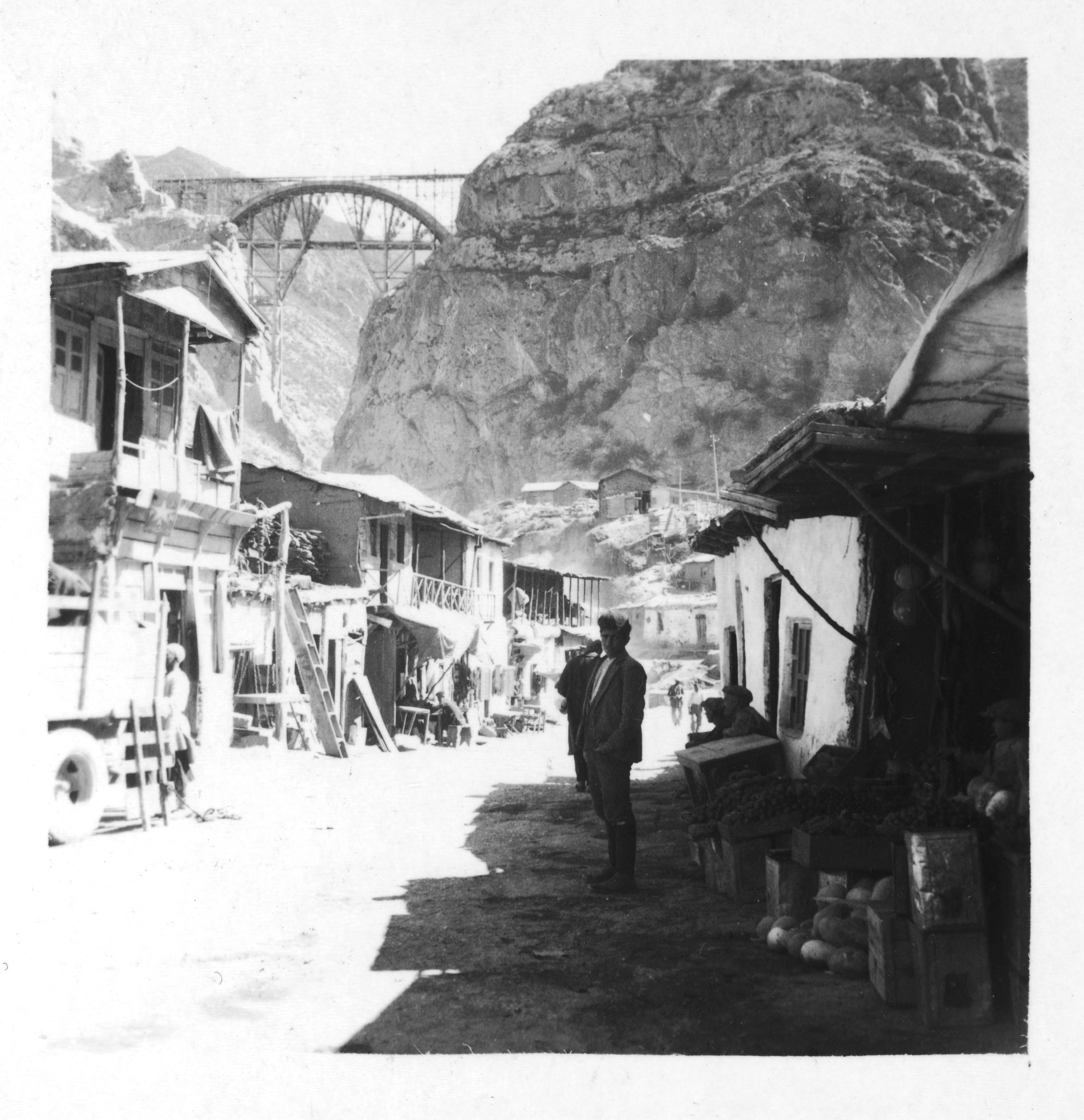
اقامتگاه کارگران ساختمانی پل ورسک، بخشی از راه‌آهن سراسری ایران. ۱۹۳۵

اولویت رضاشاه پس از به دست‌گیری قدرت، تثبیت اقتدار حکومت بر کل کشور و ساختن یک بوروکراسی
مرکزی توانمند بود. او یک ارتش ملی تشکیل داد، خدمت سربازی را برقرار کرد، و زیرساخت‌های اقتصادی و اجتماعی برقرار کرد و نظامات مالی، اداری، حقوقی و آموزشی کشور را اصلاح کرد. رضاشاه علاوه بر اصلاحات حقوقی و نهادی، تأکید قابل ملاحظه‌ای بر توسعهٔ زیرساخت‌های کشور داشت. او شماری از پروژه‌های مهم ترابری و مخابراتی را کلید زد، که جاه طلبانه ترینشان ساختن راه‌آهن سراسری ۱٬۳۹۴ کیلومتری ایران بود که بندر شاه در دریای خزر را با بندر شاهپور در خلیج فارس متصل می‌کند. پروژه در سال ۱۹۲۷ شروع شد و اتمامش ۱۷ سال به طول انجامید. حدود ۱۵۰ میلیون دلار خرج به همراه داشت و به‌طور عمده با مالیات‌های اضافی بر واردات چای و شکر تأمین شد. برای مقایسه، هزینه کرد بر دیگر انواع زیرساخت‌ها چون توسعهٔ منابع آب، تولید برق و مسکن محدودتر بود.
بنا بر این، نیمه اول حکمرانی رضاشاه از ۱۹۲۱ تا ۱۹۲۹، در وهله اول وقف ساختن یک دولت ملی جدید و فراهم آوری چارچوب قانونی و سیاسی لازم برای عملکرد درست یک اقتصاد بازار مدرن شده بود. در طی این دوره بیشتر توافقنامه‌های مالی و تجاری مربوط به قبل از ۱۹۲۱ هنوز تا حد زیادی در حال اجرا بود. نظام تجارت آزادی که اولین بار در پی عهدنامه‌های گلستان (۱۸۱۳) و ترکمنچای (۱۹۲۸) بر ایران تحمیل شده بود تا حد زیادی دست نخورده باقی مانده بود، در حالی که بانک سلطنتی ایران که در تملک بریتانیا بود همچنان انحصار چاپ اسکناس را در دست داشت، و شرکت نفت ایران و انگلیس همچنان تحت مفاد اولیه امتیازهایی که مظفرالدین شاه به ویلیام ناکس دارسی داده بود فعالیت می‌کرد. سیاست‌های خودبسنده دولت جدید شوروی، ایران را از یکی از مهم‌ترین بازارهای صادرات غیرنفتی اش محروم کرد و و رضاشاه را مجبور کرد سیاست اقتصادی کشور در سه موضوع مهم نفت، تجارت و مالیه را مورد تجدید نظر قرار دهد.
بر اساس یک امتیاز نفتی جدید که در سال ۱۹۳۳ با شرکت نفت ایران و انگلیس به امضا رسید، با این که ناحیه امتیاز کاهش یافت و مدت امتیاز بیست و دو سال تمدید شد، شرکت نفت ایران و انگلیس با یک «برنامه کلی» افزایش پرداخت‌ها به ایران موافقت کرد. تحت امتیاز جدید حق سهم نفت پایدار شد و در نیمه دوم سلطنت رضاشاه همراه با تولید نفت شروع به افزایش کرد. حق سهم و دیگر مبالغ پرداختی به ایران برای هر تن نفت به‌طور پیوسته از ۰٫۲۳ در ۱۹۳۱ به ۰٫۴۴ پاوند استرلینگ در سال ۱۹۳۹ رسید. به هر روی، درآمدهای نفتی همچنان بخش کوچکی از درآمد کلی دولت را به خود اختصاص می‌دادند، و بنا بر محاسبه‌های آموزگار و فکرت، در دوره ۱۹۱۰–۵۰ هیچگاه درآمد نفتی از ۱۵٪ از درآمد کلی دولت تجاوز نکرد. در مورد درآمد خارجی، در دوره ۱۹۲۱–۱۹۴۱ صادرات نفتی در بیشتر سال‌ها بیش از ۶۰٪ صادرات کل کشور را به خود اختصاص می‌داد؛ ولی به دلیل نظام امتیازی نفت در آن زمان، سهم ایران در ارزهای دریافتی از صادرات نفت نسبتاً کوچک بود، و صادرات غیرنفتی همچنان عامل مسلط در متوازن کردن حساب‌های خارجی کشور بود.
گرچه حل اختلاف نفتی در سال ۱۹۳۳ عواقب مطلوبی برای مالیه کشور داشت، حق سهم و دیگر پرداخت‌های دریافتی ایران در حدی نبود که از اقتصاد داخلی در برابر تحرکات مخرب در اقتصاد جهان و از دست رفتن بازارهای صادراتی در اتحاد جماهیر شوروی سوسیالیستی حمایت کند. پیش از انقلاب اکتبر، بازار روسیه ۷۰ درصد از صادرات غیرنفتی ایران را به خود جذب می‌کرد، اما در بازه ۱۹۲۱–۱۹۴۱ سهم شوروی از صادرات غیرنفتی ایران افول کرد، و در ۱۹۲۵–۲۹ و ۱۹۳۰–۳۴ به ترتیب به ۴۰ و ۲۷ درصد رسید و نهایتاً در بقیه حکومت رضاشاه حول و حوش ۲۱ درصد پایدار شد. خلأ ناشی از روسیه اساساً با آلمان پر شد، و سهم آلمان از صادرات غیرنفتی ایران از ۱ درصد در ۱۹۲۵–۲۹ به ۳۲ درصد در دوره ۱۹۳۵–۳۹ افزایش یافت. تصویر مشابهی در رابطه با ترکیب جغرافیایی واردات ایران پدیدار شد.

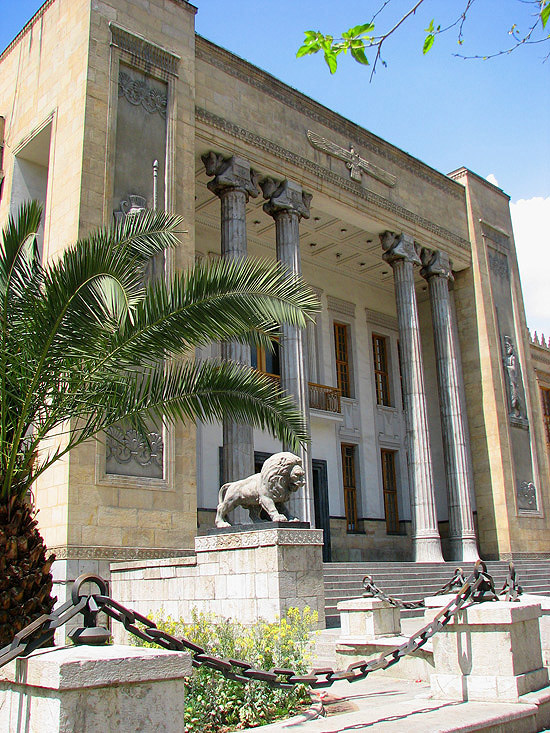
ساختمان صندوق پس‌انداز ملی، وابسته به بانک ملی ایران

ایران علاوه بر بازارهای روسیه، از بدتر شدن قراردادهای تجاری و رکود در صادرات به دلیل بحرانی اقتصادی جهانی رنج برد. در دوره ۱۹۲۸–۲۹، ارزش واردات (۱٬۵۷۹ میلیون ریال) از صادرات غیرنفتی (۹۶۷ میلیون ریال) به میزان ۶۱۲ میلیون ریال یا ۶۳ درصد از کل صادرات غیرنفتی در آن دوره پیشی گرفت. کسری بزرگ تراز تجاری غیرنفتی، بی علاقگی قابل فهم حکومت به تأمین مالی خارجی بدهی، و این واقعیت که درآمد ناشی از صادرات نفت اساساً برای مقاصد نظامی و واردات کالاهای سرمایه‌ای کنار گذاشته شده بود تا تأمین مالی کالاهای مصرفی، منجر به نخستین بحران ارزی ایران در دوره پهلوی شد. این بحران باعث از دست دادن شدید ارزش قران دربرابر ارزهای معیار طلا شد، و قران ۵۳٬۵ درصد در برابر پوند استرلینگ ارزش خود را از دست داد (ارزش پوند استرلینگ در سال ۱۹۳۰ از ۵۸ به ۵۹ قران افزایش یافت). این کاهش ارزش عدم قطعیت بیشتری به یک بازار متلاطم ارز وارد کرد، و در عمل حکومت را مجبور کرد در فوریه ۱۹۳۰ کنترل‌هایی را بر تبادل ارز خارجی اعمال کند. این کنترل‌ها قانون انحصار تجارت خارجی تکمیل شد، که به حکومت بر همه تجارت خارجی (صادرات و واردات) انحصار اعطا کرد. این قانون عزیمت عمده‌ای از سیاست‌های لسه فری بود که در بخش اول حکمرانی رضا شاه مسلط بودند.
قانون انحصار تجارت خارجی، در عمل، خودمختاری ایران بر تجارت خارجیش را (که تحت عهدنامه ترکمانچای از دست رفته بود) بازگرداند، و پایه‌ای برای استراتژی توسعه جایگزینی واردات و درگیرکردن مستقیم حکومت در شماری از بخش‌های کلیدی اقتصاد فراهم آورد. این قانون به حکومت اجازه داد به شرطی که واردات از عواید صادرات غیرنفتی پرداخت شود، به بخش خصوصی مجوزهای واردات اعطا کند. در واقع، در سال ۱۹۳۱، برای اولین بار پس از سال‌ها، ارزش صادرات غیرنفتی (۷۱۸ میلیون ریال) از صادرات (۶۳۱ میلیون ریال) فزونی گرفت. به هر روی، در عرض دو سال، کنترل‌ها ناکارامد از آب درآمد و پیاده‌سازی کامل این قانون محقق نشد. اثر دیرپاتر این قانون افزایش دادن درگیری حکومت در فعالیت‌های تولیدی بود. تا سال ۱۹۳۵، حکومت هفده شرکت تجاری برپا کرده بود، که مستقیماً یا غیر مستقیم ۳۳ درصد از واردات و ۴۹ درصد از صادرات را در کنترل خود داشتند. این شرکت‌ها به حکومت درجه قابل توجهی از کنترل بر منابع مالی و نیز طبیعی کشور می‌دادند. بانک ملی که در سال ۱۹۲۷ تأسیس شد تا برخی از کارکردهای بانک مرکزی را انجام دهد، نقش مهمی در فرایند بسیح مالی که در پی پیش آمد ایفا کرد.
در دوره ۱۹۲۸–۳۷ هزینه کرد بخش دولتی به قیمت‌های ثابت سال ۱۹۲۸ از ۳۹۲ میلیون ریال به ۹۷۷ میلیون ریال افزایش یافت، که نشان دهنده نرخ میانگین رشد سالانه ۱۱ درصد است. بخش بزرگی از این هزینه کرد دولت وقف سرمایه‌گذاری‌های زیرساختی، اساساً در حوزه‌های حمل و نقل و مخابرات شد. حوزه مهم دیگر فعالیت‌های سرمایه‌گذاری حکومت صنایع سبک، نظیر صنایع نساجی، صابون، تصفیه شکر و محصولات تنباکو شد. در دوره ۱۹۳۰–۴۰، ۲۶۵ کارخانه که حدوداً ۴۷٬۰۰۰ نفر کارگر را استخدام کردند در کشور توسط بخش‌های دولتی و خصوصی تأسیس شد. دولت بزرگ‌ترین این تأسیسات صنعتی، که نمونه‌های برجسته آن کارخانجات مهمات، تصفیه شکر، و تنباکو و سیمان بود را در تملک داشت و از آنها بهره‌برداری می‌کرد. سرمایه‌گذاری‌های بخش خصوصی در قیاس محدود بود و تا حد زیادی به تولید منسوجات، شیشه، کبریت، محصولات چرمی و نوشیدنی‌ها محدود می‌شد. در این دوره شرکت‌های خصوصی در عمل مادون شرکت‌های دولتی بودند و تحت نظارت شدید حکومت فعالیت می‌کردند.

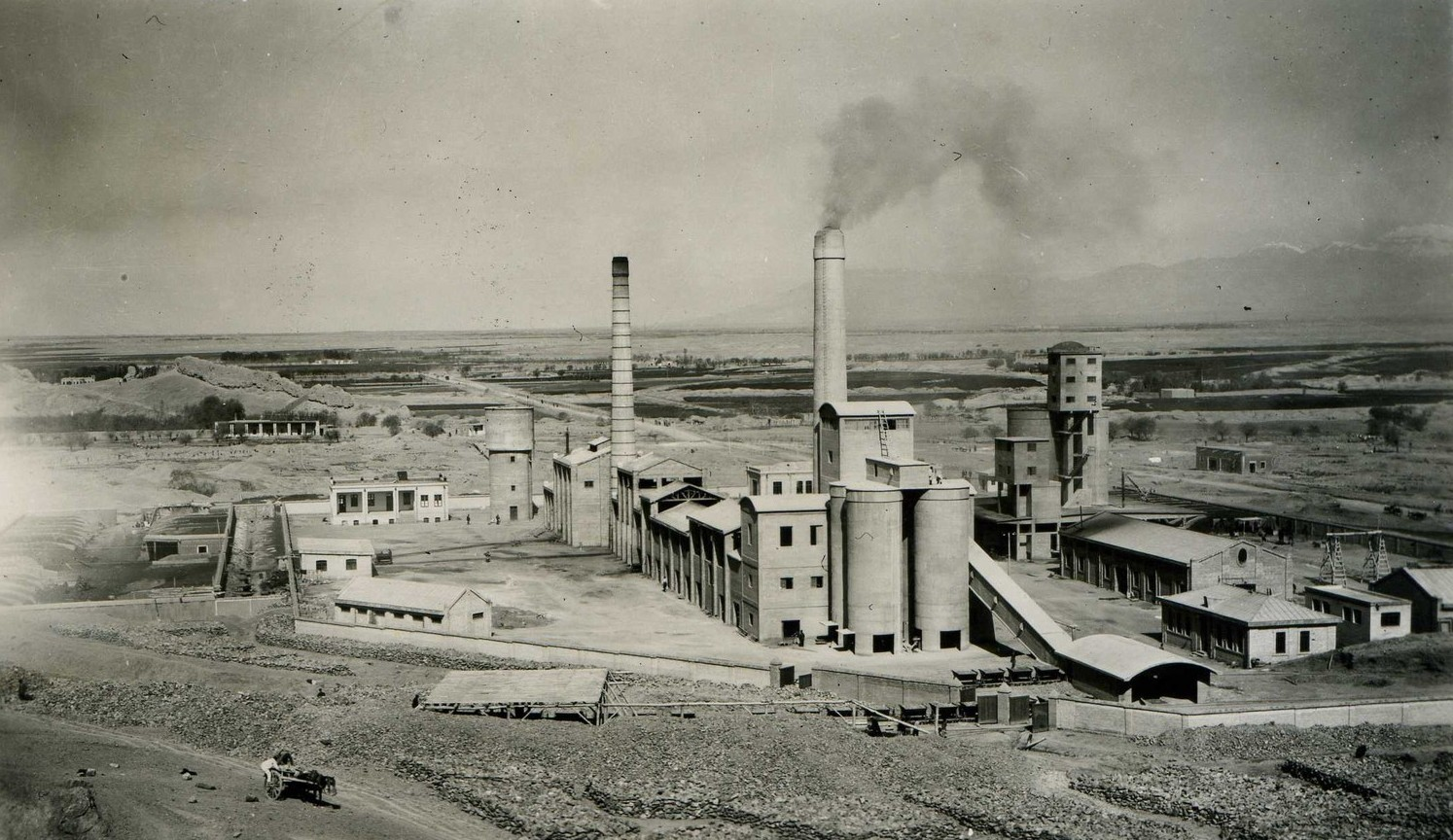
کارخانه سیمان در تهران، ۱۹۳۳ میلادی

داده‌هایی در مورد درآمد در سطح ملی برای دوره ۱۹۲۱ تا ۱۹۴۱ موجود نیست، و هر تلاشی برای ارزیابی کلی عملکرد اقتصادی کشور در دوره رضاشاه لاجرم توأم با گمانه زنی است. شواهد سری‌های زمانی موجود در خصوص سنجه‌های پولی و تغییرات سطوح قیمت‌ها در دوره ۱۹۳۷ تا ۱۹۴۱ نشانگر افزایش اندکی در سطح تولید کل است. در دوره ۱۹۳۷ تا ۱۹۴۱ عرضه پول با نرخ میانگین سالیانه ۲۱٫۸ درصد افزایش پیدا کرد، در حالی که در همان دوره قیمت‌های عمده فروشی و مصرف‌کننده با میانگین سالانه به ترتیب ۱۸٫۱ و ۲۰٫۳ درصد افزایش پیدا کرد. این تنها حاشیه اندک بین ۱٫۵ تا ۳٫۷ در سال را برای رشد احتمالی در مجموع تولید واقعی و پولی سازی اقتصاد باقی می‌گذارد.

## دوره محمدرضاشاه (۱۳۲۰–۱۳۵۷)

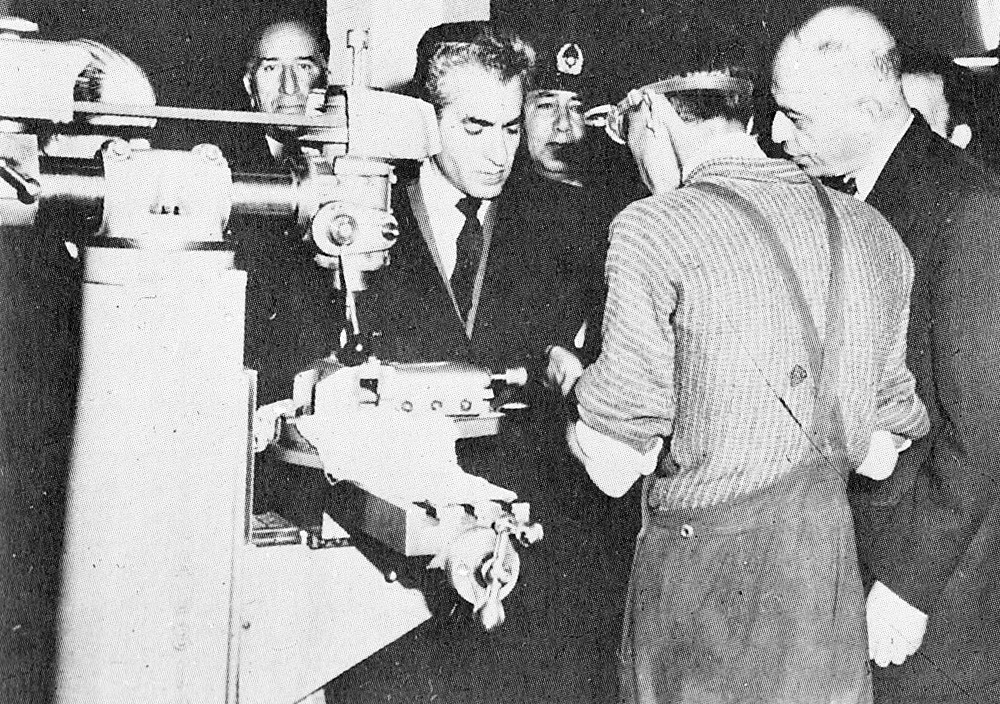
بازدید محمدرضاشاه از یک کارخانه، ۱۹۵۵

سقوط رضاشاه و حضور قشون خارجی در ایران از ۱۹۴۱ تا ۱۹۴۶ توازن نیروهای سیاسی را شدیداً تغییر داد. یک دوره بلندمدت گیجی و عدم قطعیت سیاسی و اقتصادی، با تغییرات متعدد دولت‌ها، قیمت‌های فزاینده و کمبودهای غذا به وقوع پیوست. بسیاری از ائتلاف‌های سیاسی تشکیل و سریعاً شکسته می‌شدند. شاخص هزینهٔ عمومی زندگی بین ۱۹۴۱ تا ۱۹۴۳ چهار برابر شد. بسیاری از کارخانه‌های صنعتی جدید مجبور شدند به دلیل کمبود مواد خام و قطعات یدکی عملیاتشان را کاهش دهند. این کمبودها همچنین باعث عقب ماندگی توسعه صنایع محلی کوچک شد. تلاش‌های متعدد دولت برای حل مسایل مالی و اقتصادی بی‌حاصل ماند و حتی پس از پایان جنگ عدم قطعیت اقتصادی برقرار ماند.
اشغال ایران توسط متفقین در جریان جنگ جهانی دوم و بروز عدم ثبات سیاسی در آغاز به محمدرضاشاه اجازه نداد نفوذ چندانی بر سیاست اقتصادی یا اجتماعی داشته باشد. این دورهٔ آغازین تا پس از سرنگونی مصدق از نخست‌وزیری در اوت ۱۹۵۳ ادامه یافت و مشخصه آن تقلای شدید اقتصادی و سیاسی بر سر کنترل نفت، یکی از ارزشمندترین منابع کشور بود. محمدرضاشاه پس از استقرار کامل در قدرت با حمایت قوی دولت کندی در آمریکا به برنامه اصلاح‌گرانه سکولار پدرش ادامه داد و رشته اصلاحات اجتماعی و اقتصادی را آغاز کرد و توأم با درآمدهای نفتی به‌طور پایدار فزاینده، اقتصاد را قادر ساخت یکی از دوره‌های با بیشترین رشد پایدار و تورم کم را از سر بگذراند. در دوره ۱۳۴۲–۱۳۵۵، تولید جمعی اقتصاد که توسط تولید ناخالص ملی با قیمت‌های ثابت سنجیده می‌شود، با نرخ متوسط سالیانه ۱۰٫۵ درصد افزایش یافت و قیمت‌ها به آهنگ افزایش بین ۲٫۶ و ۳ درصد محدود ماند.
به هر روی صنعتی شدن سریع، که اساساً با مداخله حکومت حاصل شده بود و با اتکای تقریباً انحصاری بر درآمد نفت تداوم یافته بود، منجر به‌شماری از نتایج اقتصادی و اجتماعی نامطلوب شد. صنعتی شدن تا حد زیادی زیر چتر دولت بود و با تعرفه‌های بالا بر کالاهای مصرفی، اعتبارات بانکی ترجیحی به صنعتگران، بیش ارزش دهی به ریال، و یارانه‌های سخاوتمندانه بر مصرف غذا در نواحی شهری-همگی به ضرر بخش‌های اقتصادی و روستایی اقتصاد همراه بود. این وضعیت، منجر به بزرگ شدن شکاف توزیع درآمد در نواحی شهری و بین نواحی شهری و روستایی شد و به افزایش قابل توجه مهاجرت از روستاها به مراکز شهری انجامید. این روندها با پیاده‌سازی فازهای دوم و سوم اصلاحات ارضی، که بسیاری از دهقانان آن را همچون معکوس کردن برنامه اول بازتوزیع زمین در اوایل دهه ۱۹۶۰ می‌دانستند، شتاب بیشتری گرفت.
رشد سریع قیمت‌های نفت در سال‌ها ۱۳۵۲–۱۳۵۳ برای حکومت فرصتی طلایی برای عقلانی سازی برنامه توسعه و حرکت به سوی توسعه متوازن‌تر بخش‌های کشاورزی/صنعتی و شهری/روستایی اقتصاد فراهم کرد. پاسخ شاه، برخلاف توصیه کارشناسان و وزرا، گسترش شتاب‌زده‌تر بخش صنعت با اتکای بیشتر بر فناوری و رسوم فرهنگی غربی، صادرات خارجی، کارگران وارداتی بود. این برنامه‌های اقتصادی به ناگزیر نابرابری‌های از قبل ریشه دواندهٔ اجتماعی و اقتصادی را بدتر کرد و به ایجاد زمینه‌های مستعد برای نارضایی اجتماعی و خیزش‌های انقلابی کمک کرد.

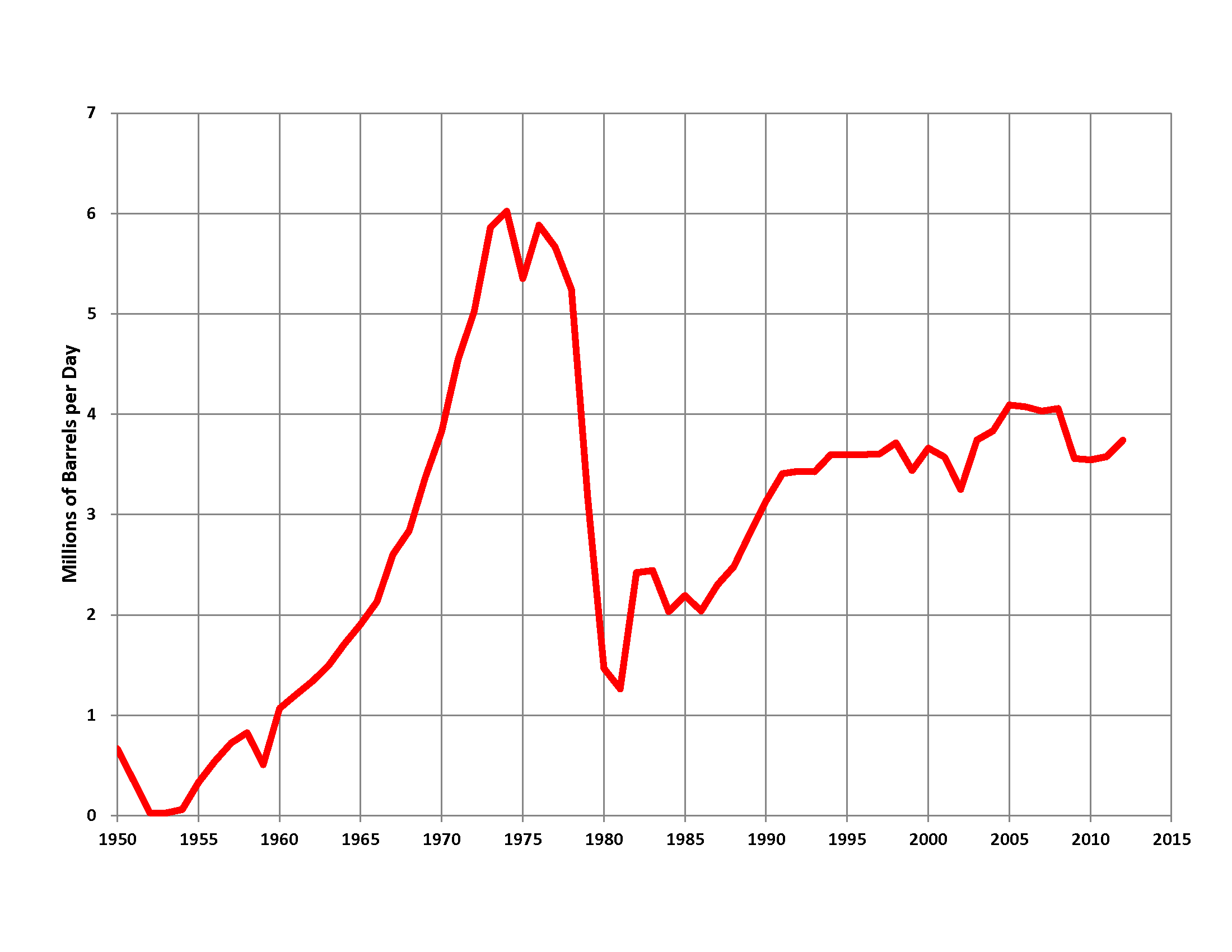
تولید نفت ایران ۱۹۵۰–۲۰۱۲

## دستاوردهای اقتصادی و اجتماعی
در دوران سلطنت محمدرضا پهلوی برای پیشرفت ایران، برنامه‌های عمرانی با همکاری و همیاری مدیرانی مانند ابوالحسن ابتهاج، یکی از مدیران بانک جهانی و بنیانگذار سازمان برنامه و بودجه کشور، محمدمهدی سمیعی، رئیس کل بانک مرکزی ایران و محمدصفی اصفیاء طراحی شد. برنامه‌های عمرانی کشور در دوره‌های گوناگون بدین ترتیب بودند:
- برنامه عمرانی اول ۱۳۲۷-۱۳۳۳
- برنامه عمرانی دوم ۱۳۳۴-۱۳۴۰
- برنامه عمرانی سوم ۱۳۴۱-۱۳۴۶[۴]
- برنامه عمرانی چهارم ۱۳۴۷-۱۳۵۱
- برنامه عمرانی پنجم ۱۳۵۲-۱۳۵۶
- برنامه عمرانی ششم ۱۳۵۷-۱۳۶۱ (به دلیل وقوع انقلاب اسلامی، اجرایی نشد)

در سال ۱۳۳۸، بانک مرکزی ایران بنیان نهاده شد. محمدمهدی سمیعی، ریاست بانک مرکزی را بر عهده داشت و زیر نظر وی بودجه‌بندی کشور و بانک‌داری شکل گرفت بودجه برنامه‌های عمرانی و چرخش درست پول در زمان وی به ایران به کار انداخته شد. دیگر شخصیت ایران که بار پیشرفت ایران را همراه با شاه به دوش کشید علی‌نقی عالیخانی وزیر اقتصاد بود. عالیخانی، اصفیا و سمیعی طراحان پیشرفت اقتصاد ایران بودند با نرخ رشد اقتصادی ۱۵٪، در چهارچوب انقلاب سفید و منشور نوزده ماده‌ای آن چهره ایران تغییر یافت. سپاه دانش، سپاه بهداشت، سپاه ترویج و آبادانی، اصلاحات ارضی و سهیم کردن کارگران در سود کارخانه‌ها و دیگر اصول انقلاب سفید، ایران را به دروازه‌هایی رسانید که می‌توانست کشور را از جنبه‌های اقتصادی و رفاه اجتماعی با کشورهای صنعتی اروپایی برابری دهد.

### رشد و پایدارسازی چرخه‌ای (۱۳۳۴–۱۳۴۲)
پس از کودتای ۲۸ مرداد و سقوط دولت مصدق آغاز دورهٔ جدیدی از «نفت و یکه‌سالاری» در توسعهٔ اقتصادی ایران بود. قرارداد۱۹۵۴ بین ایران و کنسرسیومی از شرکت‌های غربی حاصل شد و کارکردهای شرکت نفت ایران و انگلیس را بر عهده گرفت بار دیگر منابع نفتی ایران را در کنترل خارجی درآورد. با شروع مجدد صادرات نفت در اکتبر ۱۹۵۴، تولید از ۱۶٫۲ میلیون تن در ۱۹۵۵ به ۵۲٫۴ در ۱۹۶۰ رسید. درآمد ارزی کل از بخش نفتی نیز به‌طور قابل ملاحظه‌ای از ۱۳۹ میلیون دلار به ۳۵۹ میلیون دلار رسید. از سر گرفتن صادرات نفت و کمک فنی و مالی آمریکا دولت را قادر ساخت دومین برنامهٔ هفت سالهٔ توسعه (۱۹۵۶–۶۲) را شروع کند. این برنامه چارچوبی مشابه برنامهٔ اول داشت ولی در مقیاس بزرگتری پیاده‌سازی شد. تمرکز آن اساساً برشماری از پروژه‌های بزرگ زیرساختی بود مثلاً در بخش کشاورزی بیشتر برنامه به تکمیل سه سد بزرگ کرج، سفیدرود و دز اختصاص داشت. پیاده‌سازی برنامهٔ دوم با سیاست مالی و اعتباری انبساطی همراه شد که منجر به بسط سریع سرمایه‌گذاری بخش خصوصی مخصوصاً در زمینه ساختمان شد. تشکیل سرمایه ثابت خالص واقعی توسط بخش خصوصی به‌طور متوسط سالانه ۳۹٫۳ درصد در دوره ۱۹۵۵–۱۹۵۹ رشد کرد و از رشد سرمایه‌گذاری بخش دولتی پیشی گرفت. عرضهٔ پول در سال‌های ۱۹۵۶ ,۵۷ و ۵۸ به ترتیب ۱۸ ,۲۴, و ۱۹ درصد رشد کرد. نتیجه رشد کلاسیک فعالیت اقتصادی ناشی از بسط شدید پولی و فعالیت سفته بازانه در زمین، املاک و کالاها بود. قیمت‌ها که پایدار مانده بودند سریعاً رشد کردند. واردات از صادرات پیشی گرفت و ذخیره ارزی کشور رو به اتمام رفت. اقدامات دولت برای کنترل اعتبارات بخش خصوصی کاملاً ناکافی بود و دولت مجبور به روی آوردن به برنامه پایدار سازی اقتصاد تجویز شده از صندوق بین‌المللی پول شد. این سیاست‌ها که شامل محدودسازی شدید واردات و کاهش هزینه کرد دولت شد شدیداً مؤثر شد. تورم به‌طور قابل ملاحظه‌ای تعدیل شد و در سال ۱۹۶۲ به ۰٫۹ درصد رسید. دستمزدها در دوره ۱۹۶۰ تا ۱۹۶۳ به دلیل رکود ناشی از آن کاهش یافت. رکود مشخصا بازار و کارگران مهاجر ساختمانی را تحت تأثیر قرار داد و بر آتش نارضایتی‌ها بازدمید و منجر به ناآرامی سیاسی در سال‌های ۱۹۶۲–۱۹۶۳ شد. پاسخ شاه طرح شش ماده‌ای انقلاب سفید بود. اعلان این اصلاحات و اصلاحات ارضی و اعطای حق رأی به زنان باعث تشدید بلاتکلیفی سیاسی و اقتصادی شد و ائتلافی قدیمی بین بازار و روحانیت و روشنفکران در مخالفت با شاه را احیا کرد و منجر به و انبوه تظاهرات‌ها ژوئن ۱۹۶۳ شد. حکومت با استفاده از نیروی نظامی، به زندان انداختن مخالفان و تبعید سید روح‌الله خمینی به ترکیه برخورد کرد. این تحولات سیاسی نشانگر شروع دورهٔ جدیدی از تاریخ اقتصادی ایران است.

## ایران پیش از انقلاب سفید
پراهمیت‌ترین پایه انقلاب سفید، اصلاحات ارضی بود و نخستین برنامه اصلاحات ارضی با نخست‌وزیر وقت، علی امینی و با همکاری وزیر کشاورزی، حسن ارسنجانی تهیه شده بود. پس از کناره‌گیری امینی از مقام خویش، اسدالله علم را شاه به نخست‌وزیری می‌گزیند. ارسنجانی در مقام خود ابقا می‌شود. هدف ارسنجانی، ایجاد یک طبقه‌ای از کشاورزان مستقل است. بدین قرار که مازاد زمین هایی که به دنبال محدودیت مالکیت زمین‌های کشاورزی از مالکین گرفته شده بلافاصله به رعایایی که در آن به کشت و زرع مشغول هستند، فروخته شود. در تاریخ ۱۹ دی ۱۳۴۱، محمدرضا پهلوی در کنگره ملی کشاورزان این طرح را مطرح می‌کند. ۴۲۰۰ دهقانی که در کنگره حضور داشتند بانگ شادی سر دادند. در تاریخ ۶ بهمن ۱۳۴۱، همه‌پرسی انقلاب سفید در ایران انجام می‌گیرد که به تأیید اصلاحات پیشنهادی می‌انجامد. ۵٬۵۹۸٬۷۱۱ برای انقلاب سفید و ۴٬۱۱۵ علیه انقلاب سفید آرای خود را به صندوق‌ ها ریختند. برای نخستین بار در تاریخ ایران زنان نیز به پای صندوق‌های رای می‌روند. در تهران ۱۶، ۴۳۳ و در دیگر شهرستان ها ۳۰۰،۰۰۰ نفر زن آرای خود را به صندوق ها ریختند.

## ایران در انقلاب سفید
از زمان ملی شدن صنعت نفت ایران، درآمد نفت هوشیارانه در برنامه‌های عمرانی برای توسعه صنعت، آموزش و پرورش، بهداشت، کشاورزی، تغذیه، محیط زیست، مسکن، آبادانی و بیمه همگانی سرمایه‌گذاری شده‌است. در سومین برنامه عمرانی کشور در سال ۱۳۴۲؛ ۲۰۴، ۶ میلیارد ریال و در برنامه چهارم عمرانی ۱۳۴۷؛ ۵۰۶، ۸ میلیارد ریال در پیشبرد و شکوفایی اقتصاد ایران سرمایه‌گذاری شده‌است. پس از صنعت نفت، صنعت ذوب‌آهن ایران که مادر دیگر صنایع ایران بود رو به گسترش روزانه نمود. صنایع پتروشیمی ایران از دیدگاه جهانی رتبه اول را داشت و در خاورمیانه بی همتا بود. صنعت بزرگ مس و آلومینیوم و کانی‌های شناخته شده پشتوانه امینی برای گسترش صنعت و آیندهٔ مردم ایران بحساب می‌آمد. منابع باور نکردنی زغال سنگ که برآورد آن بیش از ۳۶ میلیارد تن در کویر مرکزی است و تولیدات کارخانجات داخلی صنایع سنتی و دستی دیگر، از صنایع داخلی سبک گرفته تا صنایع سنگین همگی بسرعت در حال رشد بودند. ایران خودرو از آغاز کار خود اتومبیل‌های ساخت ایران را علاوه بر بازار داخلی به بیش از ده کشور اروپایی آسیایی و آفریقایی صادر می‌کرد. در سال ۱۳۵۶ ایران خودرو از هیوندای کره جنوبی اتومبیل‌های بیشتری تولید کرده‌بود. تا سال ۱۳۶۴ هجری خورشیدی، نود در صد قطعات اتومبیل در ایران طراحی و تولید می‌شدند. همچنین کارخانه‌های کفش تولید ایران چون کفش ملی، کفش بلا و غیره به تمام کشورهای خاورمیانه کفش صادر می‌کردند. علاوه بر صدها واحد کوچک صنعتی، بیش از یک صد واحد بزرگ صنعتی و تولیدی به کار افتاده‌است که این از افتخارات ایران بود.

### رشد و صنعتی شدن پیوسته (۱۳۴۲–۱۳۵۷)

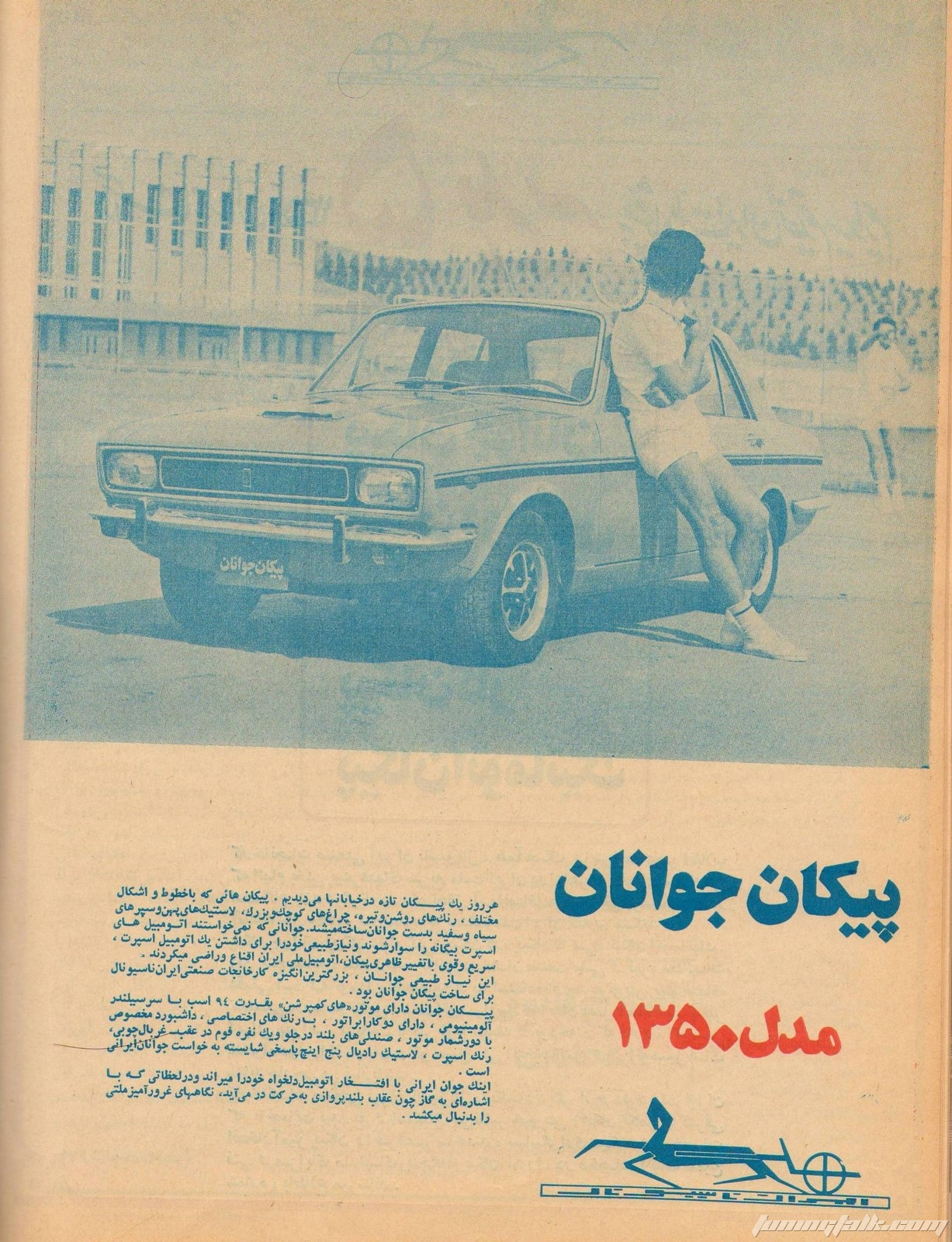
تعداد خودروهای سواری تولید شده در ایران از ۱۹۶۹ تا ۱۹۷۷ از ۲۹٬۰۰۰ به ۱۳۲٬۰۰۰ رسید.

دورهٔ بین ۱۹۶۳ و آغاز خیزش انقلابی در ۱۹۷۸ بیشک طولانی‌ترین دورهٔ رشد پیوسته از لحاظ درآمد واقعی سرانه در تاریخ ایران است. در دوره ۱۹۶۳–۷۷ تولید ناخالص داخلی با احتساب تورم به‌طور متوسط سالانه ۱۰٫۵ درصد با نرخ رشد جمعیت سالانهٔ ۲٫۷ درصد رشد کرد و ایران را در شمار سریعترین رشدها در بین اقتصادهای در حال توسعه و توسعه یافته در جهان قرار داد. در نتیجه، درآمد سرانهٔ ایران (به قیمت‌های آن زمان) از ۲۵۰ دلار در ۱۹۶۳ به ۱۵۰۰ دلار در در ۱۹۷۷ رسید. این رشد سریع تنها نتیجهٔ آماری افزایش درآمدهای نفتی نبود. در واقع، تولید ناخالص داخلی غیرنفتی با نرخ میانگین سالانهٔ ۱۱٫۵ درصد رشد کرد که اندکی بالاتر از نرخ رشد سالانه تولید ناخالص داخلی با احتساب نفت است. به هر روی، همهٔ بخش‌ها به‌طور برابر در این روند رشد سهیم نبودند. در دوره ۱۹۶۳تا ۱۹۷۷ بخش کشاورزی با نرخ سالانهٔ ۴٫۶ درصد رشد کرد، در حالی که بخش خدمات و صنعت رشد سالانه ۱۴٫۳ و ۱۵٫۰ درصد را نشان دادند. تولید خودروها، تلویزیون‌ها، یخچال‌ها و دیگر لوازم خانگی چندین برابر شد. مثلا در بازه نسبتاً کوتاه ۱۹۶۹ تا ۱۹۷۷، تعداد خودروهای شخصی تولید شده در ایران از ۲۹۰۰۰ به ۱۳۲۰۰۰ رسید. تعداد تلویزیون‌ها از ۷۳٬۰۰۰ در ۱۹۶۹ به ۳۵۲٬۰۰۰ در ۱۹۷۵ رسید، و به ۲۶۴٬۰۰۰ در ۱۹۷۷ کاهش یافت. در مقایسه، تولید محصولات عمدهٔ کشاورزی تنها رشد حاشیه‌ای نشان داد. رشد بخش نفت در این باز حتی کمتر بود. بین ۱۹۶۳ تا ۱۹۷۲ به میزان ۱۳٫۳ درصد رشد کرد در حالی که با افت بهای نفت در ۱۹۷۳ و ۱۹۷۴ و تضعیف متعاقب بازارهای بین‌المللی نفت، بخش نفت آهنگ پیشین خود را از دست داد و رشد آن بین ۱۹۷۳ تا ۱۹۷۸ بسیار کم بود. به هر روی، اهمیت نفت در اقتصاد روند رو به رشد خود را ادامه داد. سهم بخش نفت در جی دی پی افزایش یافت که تا حد زیادی به بهای کاهش سهم بخش کشاورزی تمام شد. درآمدهای نفتی چه از نظر درصد از درآمد دولت و چه از نظر عواید ارزی در بازه ۱۹۶۳ تا ۱۹۷۸ به‌طور زیادی افزایش یافت. سهم نفت در بودجه دولت در ۱۹۶۳ ۴۷ درصد بود که در ۱۹۷۸ به ۵۳ درصد رسید که اوج آن در سال ۱۹۷۴ و ۸۳ درصد بود. وابستگی فزاینده به درآمد نفتی در بخش ارز شدیدتر بود. در سال ۱۹۶۳ رشد سریع تولید با درجه قابل توجهی از ثبات قیمت حاصل شد، اما تورم در دوره برنامه عمرانی پنجم شکل گرفت.
در سمت هزینه‌ها، مصرف واقعی با آهنگ سالانه میانگین ۱۱٬۱ درصد در دوره ۱۹۶۳–۷۷ رشد کرد، در حالی که آهنگ سالانه میانگین در افزایش تشکیل سرمایه ثابت ناخالص در حدود ۱۸٫۲ درصد بود. سهم بخش دولتی از هزینه کرد در مصرف و سرمایه‌گذاری، تحت تأثیر درآمدهای فزاینده نفتی کم و بیش در سراسر این دوره افزایش یافت. این روند صعودی در زمینه هزینه کرد سرمایه‌گذاری، که سهم بخش دولتی در آن از ۴۱ درصد در سال ۱۹۶۳ به ۶۱ درصد در سال ۱۹۷۴ رسید و سپس در سال ۱۹۷۷ به ۵۷ درصد سقوط کرد، خود را نشان داد.

نرخ تورم در ایران، از ۱۳۲۵ تا ۱۳۹۶

به هر روی، همه گروه‌ها در اقتصاد به صورت برابر در مزیت درآمدهای واقعی افزایشی سهیم نبودند، و روندهای نامطلوب در توزیع درآمد و ثروت در اوایل دهه ۱۹۶۰ عیان‌تر شده بود. سهم هزینه کرد ۲۰ درصد بالای خانوارهای شهری از ۵۲ درصد در سال ۱۹۵۹–۶۰ به ۵۶ درصد در سال ۱۹۷۴–۷۵ رسید، در حالی که سهم ۴۰ درصد پایین خانوارها از ۱۴ درصد به ۱۱ درصد در دوره ۱۹۵۹–۷۴ کاهش یافت. روندهای نامطلوب مشابهی در نابرابری‌های هزینه کردی در میان خانوارهای روستایی در مناطق متفاوت و بین نواحی شهری و روستایی در سطح کل کشور نیز مشاهده می‌شد. تفاوت‌ها پس از افزایش شدید قیمت‌های نفت در سال ۱۹۷۴ شدیدتر هم شد.
بسط سریع و نامتوازن ستانده، مخصوصاً بین بخش‌های کشاورزی و صنعتی، به افزایش قابل توجه میزان مهاجرت از نواحی روستایی به شهری شد. درجه شهری بودن از ۳۱ درصد در سال ۱۹۵۶ به ۴۹ درصد در سال ۱۹۷۸ رسید. تخمین زده می‌شود که مهاجران روستایی ۴۴ درصد از افزایش جمعیت شهری بین ۱۹۵۶ و ۱۹۶۶ به خود اختصاص دادند که در دهه ۱۹۶۷–۷۶ به ۵۰ درصد رسید.
با وجود افزایش درآمدهای نفتی، ایران بین سال‌های ۱۹۶۳ تا ۱۸۷۲ به‌طور پیوسته با مشکل توازن پرداخت‌ها مواجه بود و مجبور بود به استقراض خارجی روی بیاورد. در دوره ۱۹۵۹–۷۲ پرداخت‌های ارزی برای واردات از دریافتی‌ها از صادرات در هر یک از سال‌ها به جز ۱۹۶۲ و ۱۹۶۳ بیشتر بود. کسری تجمعی در دوره ۱۹۵۹–۷۲ به ۲٬۷۸۲ میلیون دلار بالغ شد که ۲۴۶ میلیون دلار بیشتر از کل درآمد ایران از صادرات نفت و گاز در سال ۱۹۷۲ بود (به هر روی در مقایسه با اقتصادهای آمریکای لاتین این مقروض بودگی بیش از اندازه نبود). به هر روی، افزایش‌های قیمت نفت در ۱۹۷۳–۷۴ وضعیت را تقریباً یک شبه به‌طور چشمگیری برعکس کرد و ایران را از یک کشور مقروض به یک کشور وام ده تبدیل کرد. تراز تجمعی حساب جاری در دوره ۱۹۵۹–۷۸ در واقع مازاد داشت و بالغ بر ۱۵٬۱۷۰ میلیون دلار بود.

سرانه تولید ناخالص ملی ایران (به دلار آمریکا)، ۱۸۲۰ تا ۲۰۱۸

علیرغم بدتر شدن نابرابری‌های اقتصادی و اجتماعی، سطح زندگی اکثریت مردم در زمان پهلوی‌ها به‌طور قابل توجهی بهبود یافته است. همچنین، به لطف افزایش درآمدهای نفتی و عموماً مدیریت صحیح اقتصادی، ایران در سال ۱۹۲۰ از کشوری با بدهی‌های بزرگ خارجی به یکی با دارایی‌های قابل توجه خالص خارجی در سال ۱۹۷۸ تبدیل شد.

### بیماری هلندی (۱۳۵۳–۱۳۵۷)
اقتصاد ایران در فاصله ده ساله ۱۳۴۲ تا ۱۳۵۲ در دوره برنامه‌های عمرانی سوم و چهارم، با نرخ رشد ۱۱٫۵ درصد میانگین سالانه و نرخ تورم تک‌رقمی ۲٫۶ درصد میانگین سالانه، دارای یکی از بیشترین رشدها در میان کشورهای در حال توسعه بود و اقتصاد ایران ظرف ده سال چهار برابر شد. اما بناگاه در میانه دهه پنجاه همزمان با رشد درآمدهای نفتی دچار بحران گردید. در پی افزایش قیمت نفت در اثر جنگ اعراب و اسرائیل و اجرای برنامه عمرانی بسیار پنجم بروز کرد و منجر به وقوع بیماری هلندی شد.
شاه معتقد بود که بزرگ‌ترین منبع طبیعی ایران یعنی نفت قبل از پایان قرن به‌طور کامل تمام خواهد شد. از این رو در نظر داشت با به حداکثر رساندن بهره‌برداری از نفت، اقتصاد صنعتی مدرن و متنوعی را پایه‌ریزی کند تا ایرانی امن و روبه پیشرفت بعد از اتمام نفت امکان استمرار داشته باشد.